# Айдачич, Деян
Деян Айдачич (серб. Дејан Ајдачић, Dejan Ajdačić, род. 22 января 1959, Белград) — сербский филолог, этнолингвист, литературовед, фольклорист — доктор филологических наук.
Докторскую диссертацию Мир демонов в литературе сербского романтизма защитил в 2000 году. Работал в Университетской библиотеке в Белграде до 2003 г. В Киевском славистическом университете преподавал сербский язык в 2001—2007 гг. С 2003 г. работает лектором-доцентом и читает лекции по сербской литературе и языку в Институте филологии Киевского национального университета имени Тараса Шевченко. Читал лекции по фольклористике и истории литературы южных славян в Велико-Тырново (Болгария), Варшаве, Лодзи, Гданьске, Люблине (Польша), Пескаре (Италия).
Круг научных интересов: фольклор южных славян, сербская литература и славянские литературы, этнолингвистика. Публиковал тексты на сербском, английском, болгарском, итальянском, украинском, польском и русском языках. Публиковал переводы с болгарского, польского, русского и украинского языков.
Основатель и главный редактор фольклористического и этнолингвистического журнала   Кодови словенских култура. Основатель и главный редактор Українсько-сербського збірника Украс. Руководитель Проекта Растко (электронная библиотека сербской культуры по Интернету и сеть культурных проектов) и электронных библиотек культурных связей Проекта Растко Россия, Проекта Растко Украина, Проекта Растко Болгария.
Член Комиссии по этнолингвистике и Комиссии по фольклористике Международного комитета славистов. Участник международных конгрессов славистов в Братиславе (1993), Кракове (1998), Любляне (2003), Охриде (2008).

## Авторские книги
- Изабрана дела, Београд, 1988. (коавтор Иван Срдановић)
- Новак Килибарда — научник, књижевник, Бар, 2000, 437 с.
- Прилози проучавању фолклора балканских Словена, Београд, 2004, 311 с. ISBN 86-83215-03-2
- Короткий українсько-сербський словник сполучуваності слів. Навчальний словник, Київ, 2005, 126 с. (коавтор Юлія Білоног)
- Славистичка истраживања, Београд, 2007, 298 с. ISBN 978-86-7363-521-7
- Футурославија. Студије о словенској научној фантастици, Београд, Емитор № 463, 2008, 102 с.
- Футурославија. Студије о словенској научној фантастици, Београд, 2009, 200 с. (редактор: Зоран Стефанович) ISBN 978-86-84775-01-8
- Футурославія. Літературознавчі огляди про футурофантастику, Київ, 2010, 172 с. ISBN 978-966-439-305-5
- Славістичні дослідження: фольклористичні, літературознавчі, мовознавчі, Київ, 2010, 307 с. ISBN 978-966-439-316-1
- Демони і боги у слов’янських літературах, Київ, 2011, 184 с. ISBN 978-966-439-411-3
- Еротославија. Преображења Ероса у словенским књижевностима, Београд, 2013, 415 с. ISBN 978-86-6081-110-5
- Еротославія: Перетворення Ероса у слов’янських літературах, Київ, 2015, 503 с. ISBN 978-617-569-207-3
- Поредбена српско-украјинска фразеологија, Београд, 2015, 242 c. (коавтор Лидија Непоп Ајдачић) ISBN 978-86-7974-371-8
- Порівняльна сербсько-українська фразеологія: Навчальний посібник, Київ, 2015, 272 с. (співавтор Лідія Непоп-Айдачич)
- Перунославија. О паганским боговима у непаганска времена, Београд, 2016, 184 с.
- Радови Дејана Ајдачића: Анотирана библиографија, Београд, 2016, 259 с. (співавтор Вера Петрович)
- Полонистички мозаик, Київ, «Освіта України», 2016, 223 с.
- СловоСлавија Етнолингвистика и поредбена фразеологија, Београд: Алма,2017, 250 с.
- Србистички мозаик: Књижевност, Београд: Алма, 2017, 278 с.
- SlovoSlavia. Studia z etnolingwistyki słowiańskiej, Łódź: Wydawnictwo Uniwersytetu Łódzkiego, 2018, 282 s.
- Erotoslavia. O miłości i erotyce w literaturach słowiańskich, Łódź: Wydawnictwo Uniwersytetu Łódzkiego, 2019, 262 s.
- Одблесци словенске фантастике, Београд: Универзитетска библиотека, Алма, 2020, 187 с.
- Serenissima словенска : Венеција у књижевности, Београд: Алма, 2021, 131 с.
- Poljsko-srpske književne veze — prevodi i recepcija, Gdańsk: Wydawnictwo Uniwersytetu Gdańskiego, 2021, 123 s.
- Rekcije 1000 srpskih i poljskih glagola: Łączliwość 1000 serbskich i polskich czasowników / Dejan Ajdačić, Ewelina Chacia, Gdańsk, Wydawnictwo Uniwersytetu Gdańskiego, 2021, 535 s.

## Редактор сборников
- The Magical and Aesthetic in the Folklore of Balkan Slavs, Belgrade, 1994.
- Фотографије Војислава М. Јовановића, Београд, 1997. (ко-редактор Миланка Тодић)
- Килибарда, Новак. Епска мјера историје, Подгорица, 1998.
- Килибарда, Новак. Усмена књижевност пред читаоцем, Подгорица, 1998.
- Килибарда, Новак. Усмена књижевност у служби писане, Ријека Црнојевића, 1998.
- Антиутопије у словенским књижевностима, Београд, 1999.
- Erotsko u folkloru Slovena, Beograd, 2000.
- Чудо у словенским културама, Београд, 2000.
- Јовановић, Војислав М. Зборник радова о народној књижевности, Београд, 2001. (ко-редактор Илија Николић)
- Рјабчук, Микола. Од Малорусије до Украјине, Београд, 2003.
- Новітня сербська драматургія, Київ, 2006.
- Apokryfy i legendy starotestamentowe Słowian południowych, Kraków, 2006. (ко-редакторы Georgi Minczew, Małgorzata Skowronek)
- Словенска научна фантастика, Београд, 2007. (ко-редактор Бојан Јовић)
- Suvin, Darko. Naučna fantastika, spoznaja, sloboda, Beograd, 2009.
- О делу Драгослава Михаиловића, Врање, 2009. (ко-редактор Зоран Момчиловић)
- Jakobsen, Per. Južnoslovenske teme, Beograd, 2010. (ко-редактор Persida Lazarević Di Đakomo)
- U čast Pera Jakobsena: Zbornik radova, Beograd, 2010. (ко-редактор Persida Lazarević Di Đakomo)
- Venecija i slovenske književnosti : zbornik radova, Beograd, 2011. (ко-редактор Persida Lazarević Di Đakomo)
- Бартмињски, Јежи. Језик, слика, свет : етнолингвистичке студије, Београд, 2011.
- Тело у словенској футурофантастици, Београд, 2011.
- Слов’янська фантастика. Збірник наукових праць, Київ, 2012.
- Київ і слов’янські літератури, Київ, 2013.
- Тесла као лик у уметности, Београд, 2014.

## Тексты на русском
- Жанры свадебных песен в славянских национальных операх // Folklor i njegova umetnička transpozicija. Referati sa naučnog skupa održanog od 24-26. X 1991, Beograd, 1991.
- Демоны в славянских литературах: Литературно-историческая типология на примерах восточнославянских и южнославянских литератур // Слов’янский збірник, Одеса, Вип. 11, 2005. — с. 118—134.
- Какие пляски дяволские // Живая старина, Москва, 1998, 1. — с. 13-14.
- Смех демона в славянских литературах XIX века, Славянские этюды. Сборник к юбилею С. М. Толстой, Москва, 1999. — с. 28-35.
- Новые славянские слова и метафоры в Интернете // Мова і культура, Київ, 2000, вип. 2. — с. 9-14.
- Двухсложные магические высказывания // Etnolingwistyka, Lublin, 13, 2001. — s. 127—137.
- Новые названия людей с паранормальными способностями // Мова і культура, Київ, 2002, том. II/1. — с. 5-7.
- Милитаризация языка в период социализма // Мова і культура, Київ, 2002, том. I/1. — с. 5-7.
- Эротическая лексика в славянских языках // Мова і культура, Київ, вип. 6, т. V/2, 2003. — с. 38-45.
- Этническая принадлежность и проекции в научно-фантастической литературе славянских народов // Вісник Харківського национального університету ім. В. Н. Каразіна, Харків, 2008, № 787 Серія філологія. — с. 227—232.
- Явление эротизации в славянских литературах конца XX века // Мова і культура, Київ, 2010, вип. 12, т. 7 (132). — с. 144—147.
- Чернокнижник пан Твардовский и договор c дьяволом в литературе XIX в. // Славянский и балканский фольклор. Вып. 11: Виноградье / Ред. А. В. Гура, Москва, 2011. — с. 323—330.
- Формулы в сравнительном исследовании славянского героического эпоса: названия неверной жены // Классический фольклора сегодня: Материалы конференции, посвященной 90-летию со дня рождения Бориса Николаевича Путилова. Санкт-Петербург, 14-17 сентября 2009 г., Санкт-Петербург, 2011. — c. 85-100.
- О книге «Святилища и обряды языческого богослужения древних славян по свидетельствам современным и преданиям» И. Срезневского // Дриновські збірник, Харків, Софія, 2013. — c. 47-62.
- Русские в романе Яцека Дукая «Ксаврас Выжрын и другие национальные фикции» // Россия и русский человек в восприятии славянских народов, Москва, 2014. — с. 372—379.

## Переводы с русского на сербский
- Olga Belova: Erotska simbolika pečuraka u narodnim predstavama Slovena // Erotsko u folkloru Slovena, Beograd, 2000. — s. 88-93. (перевод с B. Sikimić)
- Ljudmila Vinogradova: Seksualne veze čoveka sa demonskim bićima // Erotsko u folkloru Slovena, Beograd, 2000. — s. 94-112. (перевод с B. Sikimić)
- Georgi Levinton: Dostojevski i niski žanrovi folklora // Erotsko u folkloru Slovena, Beograd, 2000. — s. 550—577. (перевод с B. Sikimić)
- Ana Plotnjikova: Erotski elementi u južnoslovenskim maskirnim ophodima // Erotsko u folkloru Slovena, Beograd, 2000. — s. 73-80. (перевод с B. Sikimić)
- Nikita Tolstoj: выходила потаскуха за чем мать родила… // Erotsko u folkloru Slovena, Beograd, 2000. — s. 5-10. (перевод с B. Sikimić)
- Svetlana Tolstoj: Simbolika devičanstva u poleskom svadbenom obredu // Erotsko u folkloru Slovena, Beograd, 2000. — s. 233—247. (перевод с B. Sikimić)
- Boris Uspenski: Zavetne skaske A.G. Afanasjeva // Erotsko u folkloru Slovena, Beograd, 2000. — s. 443—463. (перевод с B. Sikimić)
- Jan Česnov: Seks turgenjevskih devojaka // Erotsko u folkloru Slovena, Beograd, 2000. — s. 140—146. (перевод с B. Sikimić)
- Марина и Сергеј Дјаченко: одломак из романа «Ожиљак» http://www.rastko.rs/rastko-ukr/prevodi/djachenko-ozhiljak.html
- Борис Лањин: Тело у савременој руској антиутопији // Тело у словенској футурофантастици, Уредник Дејан Ајдачић. — Београд: SlovoSlavia, 2011. — с. 111—124.
- Оксана Дрјабина: Особености представљања тела у делима руских фантастичара осамдесетих година 20. в. // Тело у словенској футурофантастици, Уредник Дејан Ајдачић. — Београд: SlovoSlavia, 2011. -с. 93-110.
- Елена Ковтун: Ван коже: фантастичари у потрази за идеалним човеком // Тело у словенској футурофантастици, Уредник Дејан Ајдачић. — Београд: SlovoSlavia, 2011. — с. 267—306.